# 蚌埠駅
蚌埠駅（ほうふえき）は中華人民共和国安徽省蚌埠市淮河路に位置する中国国鉄上海鉄路局が管轄する駅である。

## 所属路線
- 中国国鉄
  - 京滬線：北京駅起点より979km、上海駅終点まで485km[1]
  - 水蚌線：水家湖駅起点より61km、蚌埠東駅より京滬線と共用

## 駅構造
単式ホーム1面、島式ホーム3面の地上駅である。ヤードを併設する。

## 利用状況
本駅は京滬線、水蚌線の旅客、貨物を扱う一等駅で、各種別を含め2010年4月現在、毎日160本余りの旅客列車が発着する。

## 歴史
- 1909年1月 - 津浦線（後の京滬線）の南側区間（徐州～浦口）の建設を開始した[3]。
- 1911年5月15日 - 津浦路局が正式に蚌埠駅を設立した[4]。
- 1917年 - 貨物用ホームを整備した[4]。
- 1953～1958年 - 待合室の新築やコンクリートによるホームの改築などを行った[3]。
- 1954年 - 線路を増やし、有効長も増加させた[3]。
- 1975年6月1日 - 蚌埠東駅（操車場）が出来て、貨物はそちらを主体に扱う様になった[5]。
- 1995年 - 線路を増設した[3]。

## 隣の駅
中国国鉄
京滬線
曹山駅 - 蚌埠駅 - 蚌埠東駅 - 門台子駅
水蚌線
姜橋駅 - 蚌埠東駅 - 蚌埠駅